# Saint-Martin-d’Oney
Saint-Martin-d’Oney – miejscowość i gmina we Francji, w regionie Nowa Akwitania, w departamencie Landy.
Według danych na rok 1990 gminę zamieszkiwało 868 osób, a gęstość zaludnienia wynosiła 25 osób/km² (wśród 2290 gmin Akwitanii Saint-Martin-d’Oney plasuje się na 483. miejscu pod względem liczby ludności, natomiast pod względem powierzchni na miejscu 224.).